# Mim de l'illa de Socorro
El mim de l'illa de Socorro (Mimus graysoni) és un ocell de la família dels mímids (Mimidae).

## Hàbitat i distribució
Habita garrigues, boscos i matolls de l'illa Socorro, a les Revillagigedo.